# 芦林街道
芦林街道，是中华人民共和国江西省上饶市广丰区下辖的一个乡镇级行政单位。

## 行政区划
芦林街道下辖以下地区：
源溪社区、三官殿社区、湖头社区、塘溪社区、西坛社区、石谢社区、五里社区、翁岭村和上呈村。